# II. Szent Eduárd angol király
II. Eduárd vagy Szent Edward (962/963 – 978. március 18.), más néven Mártír Eduárd (régies angol írásmódja Eadweard). angol király volt a 975-től 978-ig tartó időszakban. Ekkor merénylet vetett véget életének. Mártírként van számontartva, mivel mindig az egyház védelmezője volt és életének erőszakos úton vetettek véget. Rövid időn belül szentnek tekintették és a Shaftesbury Apátságban újratemették 980 körül. Sok csoda bekövetkezéséről számoltak be sírjánál, többek között leprások és vakok gyógyulásáról. Itt alapították meg a kultuszát is. 1001-ben szentté avatták. A római katolikus egyház, az anglikán egyház és az ortodox egyház is szentjének tekinti.

## Élete
Eduárdot általában Edgar király és Ethelfleda (régies angol írásmódja Æthelflæd) gyermekének tartják, de egyes források szerint édesanyja Edgar szeretője Wulfthryth, Wilton későbbi apácafőnöknője lehetett. 965-ben Edgar már feleségül vette Elfridát (régiesen Ælfthryth), aki két fiúgyermekkel ajándékozta meg. Az idősebbik Edmund volt, aki fiatalon elhalálozott (970 körül), az ifjabbik pedig Ethelred (régiesen Æthelred) volt. Edmund halálával öccse Ethelred minden bizonnyal trónörökössé lépett elő. Edgar ezzel kapcsolatos tervei csak feltételezések lehettek, mivel fiatalon hunyt el. 975. július 8-án bekövetkezett halálakor mindössze 32 éves volt és ekkor még mindkét gyermeke kiskorú volt. Eduárd 975-ben bekövetkezett hatalomra kerülését az akkor hétéves Ethelred hívei erősen ellenezték.
Ennek a csoportnak a vezetője Elfrida, Ethelred édesanyja volt és olyan támogatói voltak, mint Elfere főbíró, valamint Ethelwold (Winchester püspöke). Eduárd támogatói között azonban olyan neveket találhatunk, mint Szent Dunstan (Canterbury érseke) és worcesteri Szent Oswald (York érseke). A nemesség soraiból pedig Elfwine és Byrhtnoth pártolták.
Dunstan támogatásával a Witan (az angolszász bölcsek gyűlése) elismerte Eduárd igényét a trónra. Ezt követően Dunstan megkoronázta az ifjú Eduárdot. Bár mégcsak tizenhárom éves volt az ifjú király, de máris buzgó kereszténynek bizonyult.
Theodoric Paulus szerint Eduárd „nagyon vallásos és kitűnő magaviseletű fiatalember volt.
Teljesen igazhitű, jó és szent életet élt. Mindemellett mindenek felett szerette Istent és az egyházat. Nagylelkű volt a szegényekhez, a jók menedéke, Krisztus hitének bajnoka, tárháza minden erényes kegynek.” Eduárd hatalomra kerülésekor éhség sújtotta a királyságot és kiemelkedő merciai nemesek erőszakos támadásokat követtek el monostorok ellen. Ezeket a támadásokat Elfere vezette, aki követelte az Edgar király által a szerzeteseknek adományozott földeket.
Többet ezek közül lerombolt és a szerzeteseket menekülésre kényszerítette. A király és Dunstan azonban szilárdan kiálltak az egyház és a monostorok védelmében. Mivel a fiatal király nem rendelkezett megfelelő tapasztalattal a helyzet megoldását illetően, az tovább romlott. Rövid, három és fél éves uralkodása alatt feljegyezték, hogy egyenes viselkedésével elnyerte népe szeretetét. Ennek ellenére hibái is voltak. „Sok fontos személyt megsértett elviselhetetlenül erőszakos beszédével és viselkedésével. Jóval azután, hogy szentként kezdték tisztelni, megemlékeztek arról, hogy dühkitörései megrémítették azokat, akiket ismert. Főleg a háztartásában élőket.”

## Halála

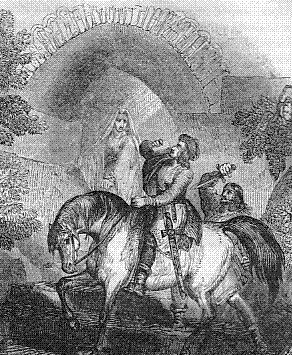
II. Szent Eduárd halála. Ábrázolás John Foxe: Mártírok könyvének viktoriánus korabeli kiadásából.

Eduárd rövid uralkodásának mostohatestvérénél és mostohaanyjánál tett látogatása vetett véget. 978. március 18-án a király vadászaton vett részt a dorseti Wareham mellett. A vadászat során úgy döntött, hogy meglátogatja féltestvérét, Ethelredet, akit édesanyja, Elfrida nevelt fel a Wareham melletti Corfe várában. Kíséretét hátrahagyva, egyedül érkezett a várhoz. Még a lován ülve a kastély külső részében tartózkodott, amikor Elfrida királyné egy pohár mézsörrel kínálta meg. Ennek fogyasztása közben a királyné kíséretének egy tagja leszúrta. Eduárd sebesülten ellovagolt, de hamarosan leesett a nyeregből. Egyik lába a kengyelbe szorult, a ló így húzta tovább. Holttestét a várdomb tövénél, a patakban találták meg.
A legenda szerint egy, a holttestére irányuló fénycsóva segítségével találtak rá. Öccse, Ethelred ekkor csak 10 éves volt, így őt nem lehet kapcsolatba hozni a gyilkossággal. Huntingdoni Henrik beszámolója szerint a gyilkosságot maga Elfrida követte el.
„Eduárdot csalárd módon saját családja mészárolta le… jelentették, hogy mostohaanyja, Ethelred király édesanyja egy tőrrel szúrta le, miközben egy pohár itallal kínálta meg.”